# Сюзън Белами
Сюзън Белами (на английски: Susanne Bellamy) е австралийска писателка на произведения в жанра съвременен и исторически любовен роман и романтичен трилър.

## Биография и творчество
Сюзън Белами е родена в Тууомба, Австралия. Получава бакалавърска степен по английска филология и педагогика от университета на Куинсланд. След дипломирането си работи като учителка по английски език и литература в Клонкъри. Пише първия си роман като участник в международната програма NaNoWriMo.
Първият ѝ роман „White Ginger“ (Бял джинджифил) е издаден през 2013 г.
Действието на романите ѝ е разположено на забележителни и често екзотични места, или сред селската романтика на Австралия. Вдъхновение за историите ѝ са пътуванията ѝ в близки и далечни райони по света, като северозападен Куинсланд, Хавай, Сингапур и Италия.
Тя е член на Асоциацията на писателите на любовни романи на Австралия.
В периода 2016 – 2017 г. е доброволец към Клиниката за социална справедливост и работи по подпомагане на лица, търсещи убежище, да попълнят формуляри за кандидатстване.
Сюзън Белами живее със семейството си в Тууомба, Куинсланд.

## Произведения

### Самостоятелни романи
- White Ginger (2013)
- One Night in Sorrento (2013)
Обещание за Свети Валентин, фен превод
- Engaging The Enemy (2014)
- Sunny with a Chance of Romance	 (2015)
- One Night in Tuscany (2015)
- A Promise of Home (2018)
- Pearls and Green Beer: Bindarra Creek Short and Sweet (2020)

### Серия „Сърцата от пустошта“ (Hearts of the Outback)
1. Just One Kiss (2015)
2. Heartbreak Homestead (2016)
3. Long Way Home (2016)
4. Winds of Change (2016)
5. Wild About Harry (2017)
6. The Cattleman's Promise (2018)

### Серия „Начало на Ларк Крийк“ (Home to Lark Creek)
1. Home to Lark Creek (2018)
2. Hard Road Home (2018)
3. Turn Left for Home (2019)
4. Home from the Hill (2020)

### Серия „Високи залози“ (A High Stakes)
1. High Stakes (2018)
2. Singapore Trap (2021)

### Участие в общи серии с други писатели

#### Серия „Извън Миндалби“ (A Mindalby Outback)
2. Starting Over (2018)
от серията има още 5 романа от различни автори

#### Серия „Биндара Крийк, прероден град“ (Bindarra Creek A Town Reborn)
2. In the Heat of the Night (2019)
от серията има още 7 романа от различни автори

### Сборници
- A Season To Remember (2014) – разкази, с Елизабет Елън Картър, Ноел Кларк, Ева Скот
- Second Chance Cafe (2015) – разкази, с Елизабет, Елън, Ноел Кларк, Аби Джаксън